# Asom Gana Parishad
Asom Gana Parishad (AGP, assamesisch অসম গণ পৰিষদ, „Vereinigung des Assamesischen Volkes“) ist eine regionale politische Partei im indischen Bundesstaat Assam.

## Parteigeschichte
Die Anfänge von AGP liegen in der „Assam-Bewegung“ (Assam Movement) der Jahre 1979 bis 1985. Diese Protestbewegung, die vor allem von Studentenorganisationen wie der All Assam Students Union (AASU) getragen wurde, richtete sich gegen die starke Zuwanderung von meist muslimischen Bengalen aus dem benachbarten Bangladesch nach Assam. Außerdem wurde eine verstärkte Berücksichtigung der lokalen Interessen Assams durch die indische Zentralregierung gefordert. Der politisch dominierenden Kongresspartei wurde vorgeworfen, nicht genügend gegen die Zuwanderung zu unternehmen, da die Zuwanderer als Muslime potentielle Wähler der Kongresspartei waren. Durch die Zuwanderung fürchteten die Assamesen, zur Minderheit im eigenen Land zu werden. Die Wortführer der Assam-Bewegung forderten die Erfassung und Ausweisung aller aus Bangladesch illegal eingewanderten Personen. Ab dem Jahr 1979, in einer Zeitperiode der inneren Instabilität Indiens, intensivierten sich die Proteste und legten zum Teil die öffentliche Ordnung in Assam lahm. Die Proteste waren zum überwiegenden Teil gewaltfrei, zum Teil kam es aber auch zu offenen Gewalttätigkeiten gegen Muslime. Beim sogenannten Nellie-Massaker am 18. Februar 1983 im Distrikt Nagaon im Vorfeld der Parlamentswahl in Assam 1983 kamen mehr als 2.000 muslimische Bengalen ums Leben. Die Parlamentswahl wurde von den Anhängern der Assam-Bewegung, die zunächst eine Streichung der illegalen Einwanderer aus den Wahlregistern Assams forderten, boykottiert, so dass die Wahlbeteiligung nur bei 33 % lag.
Nach längeren Verhandlungen zwischen der indischen Zentralregierung und den Vertretern der Assam-Bewegung wurde am 15. August 1985 das sogenannte Assam-Abkommen (Assam accord) abgeschlossen. Das Abkommen sah vor, dass alle seit März 1971 aus Bangladesch nach Assam zugewanderten Personen identifiziert und ausgewiesen werden sollten und dass alle zwischen Januar 1966 und März 1971 aus Bangladesch Zugewanderten aus den Wählerlisten in Assam ausgetragen werden sollten. Nach dem Abschluss des Abkommens wurden Neuwahlen für das Parlament von Assam ausgeschrieben. Auf einer nationalen Zusammenkunft in Golaghat am 13. und 14. Oktober 1985 beschlossen die Führer der Assam-Bewegung die Gründung einer politischen Partei, was am 14. Oktober erfolgte. Prafulla Kumar Mahanta, der bisherige Führer der AASU wurde zum Präsidenten der neu gegründeten Asom Gana Parishad (AGP) gewählt. Bei der Wahl zum Parlament vom Assam im Dezember 1985 gewann die AGP 67 der 126 Sitze und stellte anschließend die Regierung Assams von 1985 bis 1991 mit Mahanta als Chief Minister. Auf nationaler Ebene wurde sie 1989 Mitglied der von der Janata Dal angeführten National Front und war 1989/90 personell im Kabinett von Premierminister V. P. Singh vertreten. 1996 bis 2001 stellte die AGP erneut mit Mahanta als Chief Minister die Regierung Assams und war auf gesamtindischer Ebene an den Koalitionsregierungen von Deve Gowda und Inder Kumar Gujral beteiligt. Vor der Parlamentswahl 2009 schloss die AGP ein Wahlkampfabkommen mit der Bharatiya Janata Party (BJP), lehnte jedoch einen formellen Beitritt zur BJP-geführten National Democratic Alliance ab. Bei der Parlamentswahl in Assam 2011 und der gesamtindischen Wahl 2014 gingen AGP und BJP wieder getrennte Wege. Seit einigen Jahren nahm das politische Gewicht der AGP kontinuierlich ab und die Partei wurde zusätzlich durch Abspaltung von Splittergruppen und das Überlaufen von Dissidenten zu anderen Parteien (vor allem zur BJP) geschwächt. Heute gehört AGP zu den kleineren Parteien in Assam. 
Von 2016 bis 2019 war die AGP an einer Koalitionsregierung unter Chief Minister Sarbananda Sonowal (BJP) in Assam beteiligt. Aufgrund von Meinungsverschiedenheiten über die Novelle zum Staatsbürgerschaftsgesetz (Citizenship (Amendment) Bill 2016) zog sich AGP am 7. Januar 2019 aus der Koalition und der Regierung mit der BJP zurück. Das von der BJP unterstützte Gesetz hätte eine erleichterte Einbürgerung von nicht-muslimischen Zuwanderern ermöglicht, während die AGP auf der Ausweisung aller illegal Zugewanderten, entsprechend den Bestimmungen des Assam-Abkommens bestand.

## Wahlergebnisse
Die folgende Tabelle zeigt die Wahlergebnisse (gewonnene Mandate) bei den gesamtindischen Parlamentswahlen und zu den Wahlen zum Parlament von Assam. Assam wählt 14 Abgeordnete für die Lok Sabha und das assamesische Parlament zählt 126 Abgeordnete. Assam nahm nicht an der Wahl zur Lok Sabha 1984 teil. Die Wahl in Assam fand erst ein Jahr später statt. Auch 1989 nahm Assam nicht an der gesamtindischen Parlamentswahl teil.
| Jahr | Wahl                             | Stimmen- anteil | Parlaments- sitze |
| ---- | -------------------------------- | --------------- | ----------------- |
| 1985 | Wahl zur Lok Sabha in Assam 1985 | –               | 7/542             |
| 1985 | Parlamentswahl in Assam 1985     | –               | 67/126            |
| 1991 | Wahl zur Lok Sabha 1991          | 0,54 %          | 1/521             |
| 1991 | Parlamentswahl in Assam 1991     | 17,9 %          | 19/126            |
| 1996 | Parlamentswahl in Assam 1996     | 29,7 %          | 59/126            |
| 1996 | Wahl zur Lok Sabha 1996          | 0,76 %          | 5/543             |
| 1998 | Wahl zur Lok Sabha 1998          | 0,29 %          | 0/543             |
| 1999 | Wahl zur Lok Sabha 1999          | 0,32 %          | 0/543             |
| 2001 | Parlamentswahl in Assam 2001     | 20,0 %          | 20/126            |
| 2004 | Wahl zur Lok Sabha 2004          | 0,53 %          | 2/543             |
| 2006 | Parlamentswahl in Assam 2006     | 20,4 %          | 24/126            |
| 2009 | Wahl zur Lok Sabha 2009          | 0,43 %          | 1/543             |
| 2011 | Parlamentswahl in Assam 2011     | 16,3 %          | 10/126            |
| 2014 | Wahl zur Lok Sabha 2014          | 0,1 %           | 0/543             |
| 2016 | Parlamentswahl in Assam 2016     | 8,1 %           | 14/126            |